# Droga magistralna M2 (Bośnia i Hercegowina)
Droga magistralna M2 (chorw. Маgistralna cesta M2, serb. Магистрални пут М2/Magistralni put M2) – trasa szybkiego ruchu na terenie Bośni i Hercegowiny, fragment Magistrali Adriatyckiej. Na całej długości przebiega przez kanton hercegowińsko-neretwiański, łącząc miasto Neum z granicą bośniacko-chorwacką. Arteria biegnie wzdłuż wybrzeża Zatoki Neumskiej (Morze Adriatyckie).
Ze swoją długością wynoszącą 9 km jest jedną z najkrótszych dróg magistralnych w kraju.

## Trasy europejskie
Na całej długości arteria stanowi fragment trasy europejskiej E65.

## Miejscowości leżące przy trasie M2
- Neum
- Jazine
- Kamenice